# Arany Medve
Az Arany Medve (németül: Goldener Bär) a Berlini Nemzetközi Filmfesztivál fődíja, amelyet egy nemzetközi zsűri ítél oda  minden évben a legjobb filmnek.
Az Arany Medvét hivatalosan nem a filmrendezők, hanem a nyertes alkotások producerei vehetik át.
A medve motívumot Berlin város címeréből vették át, hasonlóan a Velencei Nemzetközi Filmfesztivál Arany Oroszlánjához vagy a Cannes-i fesztivál Arany Pálmájához.

## Története
Az 1951. évi első berlini nemzetközi filmfesztivál győzteseit egy nyugatnémet zsűri választotta ki, öt műfaji kategóriában (dráma, vígjáték, krimi vagy kalandfilm, zenés film, dokumentumfilm). A közönség is kiválasztotta kedvenc filmjét, a Disney Hamupipőkéjét, azonban a Filmproducerek Nemzetközi Szövetsége (FIAPF) nyomására csak a következő évtől lett hivatalos a közönségszavazás.
1952 és 1955 között, amikor a Berlinale még nem kapta meg az A-kategóriás filmfesztivál státuszt a FIAPF-tól, az Arany Medve díjazottjait a közönség szavazatai alapján osztották ki a legjobbnak ítélt filmnek, műfaji megkötés nélkül.
1956 óta a többnyire filmes szekemberekből álló nemzetközi zsűri szavazza meg a fesztivál fődíját.

## A díj
A rendezvény szimbólumává vált trófea egy hátsó lábain álló medvét ábrázol. A szobrocskát eredetileg Renée Sintenis német szobrásznő tervezte 1932-ben Berlin címerállatának felhasználásával. A trófeát az első rendezvény óta a Hermann Noack művészeti öntöde gyártja.
Az eredeti kitüntetést 1960-ban egy nagyobb változatban újratervezték, a medve bal karját felemelve, szemben a korábbi modell jobbjával.
A 20 cm magas medve egy talapzaton áll, amelynek elejére a fesztivál sorszámát, helyét és évét, az elejére pedig a nyertes (nyertesek) nevét gravírozzák. A szobrot bronzból öntik, amelyet azután aranyréteggel vonnak be. A díj teljes súlya 2,3 kg.

## Díjazottak
| Év   | Magyar címe                                          | Eredeti címe                                                  | Rendező                            | Ország                             | Megj.  |
| ---- | ---------------------------------------------------- | ------------------------------------------------------------- | ---------------------------------- | ---------------------------------- | ------ |
| 1951 | Négyen a dzsipben                                    | Die Vier im Jeep                                              | Leopold Lindtberg                  | Svájc                              | [ 9 ]  |
| 1951 | Cím nélkül távozott                                  | Sans laisser d'adresse                                        | Jean-Paul Le Chanois               | Franciaország                      | [ 10 ] |
| 1951 | Elhangzott az ítélet                                 | Justice est faite                                             | André Cayatte                      | Franciaország                      | [ 11 ] |
| 1951 | Hamupipőke                                           | Cinderella                                                    | Wilfred Jackson                    | Amerikai Egyesült Államok          | [ 12 ] |
| 1951 | A hódok völgye                                       | In Beaver Valley                                              | James Algar                        | Amerikai Egyesült Államok          | [ 13 ] |
| 1952 | Egy nyáron át táncolt                                | Hon dansade en sommar                                         | Arne Mattsson                      | Svédország                         |        |
| 1953 | A félelem bére                                       | Le salaire de la peur                                         | Henri-Georges Clouzot              | Franciaország · Olaszország        |        |
| 1954 | Hobson lányai                                        | Hobson's Choice                                               | David Lean                         | Egyesült Királyság                 |        |
| 1955 | N/A                                                  | Die Ratten                                                    | Robert Siodmak                     | Nyugat-Németország                 |        |
| 1956 | Tánc-meghívás                                        | Invitation to the Dance                                       | Gene Kelly                         | Amerikai Egyesült Államok          |        |
| 1957 | Tizenkét dühös ember                                 | 12 Angry Men                                                  | Sidney Lumet                       | Amerikai Egyesült Államok          |        |
| 1958 | A nap vége                                           | Smultronstället                                               | Ingmar Bergman                     | Svédország                         |        |
| 1959 | Unokafivérek                                         | Les Cousins                                                   | Claude Chabrol                     | Franciaország                      |        |
| 1960 | N/A                                                  | El lazarillo de Tormes                                        | César Ardavin                      | Spanyolország                      |        |
| 1961 | Az éjszaka                                           | La notte                                                      | Michelangelo Antonioni             | Olaszország                        |        |
| 1962 | Ez is szerelem                                       | A Kind of Loving                                              | John Schlesinger                   | Egyesült Királyság                 |        |
| 1963 | N/A                                                  | Il Diavolo                                                    | Gian Luigi Polidoro                | Olaszország                        |        |
| 1964 | N/A                                                  | Susuz Yaz                                                     | Ismail Metin                       | Törökország                        |        |
| 1965 | Alphaville                                           | Alphaville                                                    | Jean-Luc Godard                    | Franciaország · Olaszország        |        |
| 1966 | Zsákutca                                             | Cul-de-sac                                                    | Roman Polański                     | Egyesült Királyság                 |        |
| 1967 | Elindulás                                            | Le Départ                                                     | Jerzy Skolimowski                  | Belgium                            |        |
| 1968 |                                                      | Ole dole doff                                                 | Jan Troell                         | Svédország                         |        |
| 1969 | Korai művek                                          | Rani radovi                                                   | Želimir Žilnik                     | Jugoszlávia                        |        |
| 1970 | A díjazás elmaradt.                                  | A díjazás elmaradt.                                           | A díjazás elmaradt.                | A díjazás elmaradt.                | [ 14 ] |
| 1971 | Finzi-Continiék kertje                               | Il giardino dei Finzi Contini                                 | Vittorio De Sica                   | Olaszország · Nyugat-Németország   |        |
| 1972 | Canterbury mesék                                     | I racconti di Canterbury                                      | Pier Paolo Pasolini                | Olaszország                        |        |
| 1973 | Távoli mennydörgés                                   | Ashani Sanket                                                 | Satyajit Ray                       | India                              |        |
| 1974 | Duddy Kravitz céljai                                 | The Apprenticeship of Duddy Kravitz                           | Ted Kotcheff                       | Kanada                             |        |
| 1975 | Örökbefogadás                                        | Örökbefogadás                                                 | Mészáros Márta                     | Magyarország                       |        |
| 1976 | Buffalo Bill és az indiánok                          | Buffalo Bill and the Indians or Sitting Bull's History Lesson | Robert Altman                      | Amerikai Egyesült Államok          |        |
| 1977 | Kálvária                                             |                                                               | Larisza Sepityko                   | Szovjetunió                        |        |
| 1978 | Pisztrángok                                          | Las truchas                                                   | José Luis García Sánchez           | Spanyolország                      |        |
| 1978 | N/A                                                  | Las palabras de Max                                           | Emilio Martínez Lázaro             | Spanyolország                      |        |
| 1979 | N/A                                                  | David                                                         | Peter Lilientha                    | Nyugat-Németország                 |        |
| 1980 | A szelíd vadnyugat                                   | Heartland                                                     | Richard Pearce                     | Amerikai Egyesült Államok          |        |
| 1980 |                                                      | Palermo oder Wolfsburg                                        | Werner Schroeter                   | Nyugat-Németország                 |        |
| 1981 | Gyorsan, gyorsan                                     | Deprisa, deprisa                                              | Carlos Saura                       | Spanyolország                      |        |
| 1982 | Veronika Voss vágyakozása                            | Die Sehnsucht der Veronika Voss                               | Rainer Werner Fassbinder           | Nyugat-Németország                 |        |
| 1983 | N/A                                                  | Ascendancy                                                    | Edward Bennett                     | Egyesült Királyság                 |        |
| 1983 | A méhkas                                             | La colmena                                                    | Mario Camus                        | Spanyolország                      |        |
| 1984 | Szeretetáradat                                       | Love Streams                                                  | John Cassavetes                    | Amerikai Egyesült Államok          |        |
| 1985 | Az asszony és az idegen                              | Die Frau und der Fremde                                       | Rainer Simon                       | Nyugat-Németország                 |        |
| 1985 |                                                      | Wetherby                                                      | David Hare                         | Egyesült Királyság                 |        |
| 1986 | Stammheim – A Baader-Meinhof csoport a bíróság előtt | Stammheim – Baader-Meinhof von Gericht)                       | Reinhard Hauff                     | Nyugat-Németország                 |        |
| 1987 | Téma                                                 | Tema (Тема)                                                   | Gleb Panfilov                      | Szovjetunió                        |        |
| 1988 | Vörös cirokmező                                      | Hung kaoliang (红高粱, Hóng gāoliang)                         | Csang Ji-mou (Zhang Yimou)         | Kína                               |        |
| 1989 | Esőember                                             | Rain Man                                                      | Barry Levinson                     | Amerikai Egyesült Államok          |        |
| 1990 | Music Box                                            | Music Box                                                     | Costa-Gavras                       | Amerikai Egyesült Államok          |        |
| 1990 | Pacsirták cérnaszálon                                | Skřivánci na niti                                             | Jiří Menzel                        | Csehszlovákia                      |        |
| 1991 | Mosolyotthon                                         | La casa del sorriso                                           | Marco Ferreri                      | Olaszország                        |        |
| 1992 | Grand Canyon                                         | Grand Canyon                                                  | Lawrence Kasdan                    | Amerikai Egyesült Államok          |        |
| 1993 | Illatozó kertek tavának asszonyai                    | Hsziang hun nu (香魂女, Xiāng hún nǚ)                         | Hszie Fej (Xie Fei)                | Kína                               |        |
| 1993 | Az esküvői bankett                                   | Hszi jen (囍宴, Xǐ yàn)                                       | Ang Lee                            | Kína                               |        |
| 1994 | Apám nevében                                         | In the Name of the Father                                     | Jim Sheridan                       | Egyesült Királyság · Írország      |        |
| 1995 | A csalétek                                           | L'Appât                                                       | Bertrand Tavernier                 | Franciaország                      |        |
| 1996 | Értelem és érzelem                                   | Sense and Sensibility                                         | Ang Lee                            | Amerikai Egyesült Államok          |        |
| 1997 | Larry Flynt, a provokátor                            | The People vs. Larry Flynt                                    | Miloš Forman                       | Amerikai Egyesült Államok          |        |
| 1998 | Központi pályaudvar                                  | Central do Brasil                                             | Walter Salles                      | Brazília                           |        |
| 1999 | Az őrület határán                                    | The Thin Red Line                                             | Terrence Malick                    | Amerikai Egyesült Államok          |        |
| 2000 | Magnólia                                             | Magnolia                                                      | Paul Thomas Anderson               | Amerikai Egyesült Államok          |        |
| 2001 | Intimitás                                            | Intimacy                                                      | Patrice Chéreau                    | Franciaország · Egyesült Királyság |        |
| 2002 | Chihiro Szellemországban                             | Szen to Csihiro no kamikakusi (千と千尋の神隠し)              | Mijazaki Hajao                     | Japán                              |        |
| 2002 | Véres vasárnap                                       | Bloody Sunday                                                 | Paul Greengrass                    | Egyesült Királyság · Írország      |        |
| 2003 | Ezen a világon                                       | In This World                                                 | Michael Winterbottom               | Egyesült Királyság                 |        |
| 2004 | Fallal szemben                                       | Gegen die Wand                                                | Fatih Akın                         | Németország · Törökország          |        |
| 2005 | N/A                                                  | U-Carmen e-Khayelitsha                                        | Marc Dornford-May                  | Dél-afrikai Köztársaság            |        |
| 2006 | Szerelmem, Szarajevó                                 | Grbavica                                                      | Jasmila Žbanić                     | Bosznia-Hercegovina                |        |
| 2007 | N/A                                                  | Tu ja tö hunsi (图雅的婚事, Tú yǎ de hūnshì)                  | Van Csüanan (王全安, Wang Quan'an) | Kína                               |        |
| 2008 | Elit halálosztók                                     | Tropa de Elite                                                | José Padilha                       | Brazília                           |        |
| 2009 | Fausta éneke                                         | La teta asustada                                              | Claudia Llosa                      | Peru                               |        |
| 2010 | Méz                                                  | Bal                                                           | Semih Kaplanoğlu                   | Törökország                        |        |
| 2011 | Nader és Simin – Egy elválás története               | Jodaeiye Nader az Simin (جدایی نادر از سیمین)                 | Aszhar Farhadi                     | Irán                               |        |
| 2012 | Cézárnak meg kell halnia                             | Cesare deve morire                                            | Paolo és Vittorio Taviani          | Olaszország                        |        |
| 2013 | Anyai szív                                           | Poziția copilului                                             | Călin Peter Netzer                 | Románia                            |        |
| 2014 | Fekete szén, vékony jég                              | Paj zsi jenhuo (白日焰火, Bái rì yànhuǒ)                      | Tiao Jinan (刁亦男, Diao Yinan)    | Kína                               |        |
| 2015 | Taxi Teherán                                         | Taxi (تاکسی)                                                  | Dzsafar Panahi                     | Irán                               |        |
| 2016 | Tűz a tengeren                                       | Fuocoammare                                                   | Gianfranco Rosi                    | Olaszország                        |        |
| 2017 | Testről és lélekről                                  | Testről és lélekről                                           | Enyedi Ildikó                      | Magyarország                       |        |
| 2018 | Ne érints meg!                                       | Touch Me Not                                                  | Adina Pintilie                     | Románia                            |        |
| 2019 | Szinonímák                                           | Synonymes                                                     | Nadav Lapid                        | Izrael                             |        |
| 2020 | Nincs gonosz                                         | Sheytan vojud nadarad (شیطان وجود ندارد)                      | Mohammad Rasoulof                  | Irán                               |        |
| 2021 | Zűrös kettyintés, avagy pornó a diliházban           | Babardeală cu bucluc sau porno balamuc                        | Radu Jude                          | Románia                            |        |
| 2022 | Alcarrás                                             | Alcarràs                                                      | Carla Simón                        | Spanyolország · Olaszország        |        |
| 2023 | Az Adamanton                                         | Sur l'Adamant                                                 | Nicolas Philibert                  | Franciaország · Japán              |        |
| 2024 | Dahomey – Kik vagyunk?                               | Dahomey                                                       | Mati Diop                          | Franciaország · Szenegál · Benin   |        |

## Külső hivatkozások
- Berlinale – Hivatalos oldal (németül) és (angolul)